# Vatican Information Service
Le Vatican Information Service (VIS) est un service d'information du Bureau de Presse du Saint-Siège fondé en 1991.
Inspiré du Bollettino della Sala Stampa, le VIS fonctionnait comme un système de cables diplomatiques émis par le Saint-Siège de manière électronique (internet, fax). Les cables offraient un suivi des actualités du Vatican. Les cables étaient diffusés en anglais, français, italien et espagnol, du lundi au vendredi, à 15:00 heure de Rome, sauf le mois d'août.
À partir du 31 juillet 2012, il est intégré à la plateforme en ligne News.va  afin de mieux coordonner les activités des médias du Vatican. Le Vatican Information Service apporte souvent les lettres au Pape François.